# Jenkovce
Jenkovce és un poble d'Eslovàquia, a la regió de Košice. Es troba a una altitud de 109 metres.
Té una població d'uns 430 habitants.

## Història
La primera referència escrita de la vila data del 1288.

## Demografia
| Godina             | 1994 | 2004   | 2014   | 2024   |
| ------------------ | ---- | ------ | ------ | ------ |
| Nombre de persones | 416  | 429    | 449    | 407    |
| Diferència         |      | +3,12% | +4,66% | −9,35% |

| Godina             | 2023 | 2024   |
| ------------------ | ---- | ------ |
| Nombre de persones | 410  | 407    |
| Diferència         |      | −0,73% |